# Serjania calimensis
Serjania calimensis är en kinesträdsväxtart som beskrevs av José Cuatrecasas. Serjania calimensis ingår i släktet Serjania och familjen kinesträdsväxter. Inga underarter finns listade i Catalogue of Life.